# 1128
Évszázadok: 11. század – 12. század – 13. század
Évtizedek: 1070-es évek – 1080-as évek – 1090-es évek – 1100-as évek – 1110-es évek – 1120-as évek – 1130-as évek – 1140-es évek – 1150-es évek – 1160-as évek – 1170-es évek
Évek: 1123 – 1124 – 1125 – 1126 –  1127 – 1128 – 1129 – 1130 – 1131 – 1132 – 1133

## Események
- június 22. – III. Konrád német ellenkirályt Milánóban Itália királyává koronázzák.
- II. Honoriusz pápa jóváhagyja a templomos lovagrend alapszabályát.[1]
- Alfonz Portugália grófja legyőzi anyja Leoni Teréz seregét és ellenőrzése alá vonja az országot.
- Anjou Gottfried feleségül veszi I. Henrik angol király leányát, Matildát.

## Halálozások
- július 28. – I. Vilmos flamand gróf (Guillaume Cliton, * 1102)
- Ibn Tumart, az Almohádok dinasztiájának alapítója